# 伊犁盆地
伊犁盆地（Ili Basin）是一个跨国界的盆地，包括东伊犁盆地和西伊犁盆地，总面积约为38600平方公里，大部分位于哈萨克斯坦（约23000平方公里，西伊犁盆地），小部分位于中国新疆伊犁哈萨克自治州(约15600平方公里，东伊犁盆地)。伊犁盆地的北界为准噶尔阿拉套、外伊犁阿拉套，南界为凯特敏山。伊宁凹陷(Ili Depression)位于伊犁盆地北部坳陷带,总面积20,000平方公里,哈萨克斯坦与中国约各占一半。历史上该盆地属于中国，1881年俄罗斯帝国通过伊犁条约割占西伊犁盆地。